# Лотар Матеус
Лотар Херберт Матеус (на немски: Lothar Herbert Matthäus) е германски футболен треньор и един от най-успешните германски футболисти за всички времена. Той има рекордните 150 участия и 23 гола с германския национален отбор по футбол. Световен (1990) и европейски (1980) шампион по футбол с Германия. Многократен шампион и носител на купата на Германия, шампион на Италия. Матеус е един от двамата играчи, участвали на пет световни първенства. Освен това той има и най-много мачове на световни финали – 25.
Спечелва Златната топка за 1990 г. Носител на купата на УЕФА през 1992 с Интер.
От 21 септември 2010 до 19 септември 2011 година, Матеус е старши треньор на България.

## Кариера
Матеус е роден на 21 март 1961 г. в Ерланген и започва кариерата си в Херцогенаурех. На 18 г. той се мести в Борусия (Мьонхенгладбах). В края на първия си сезон като професионалист той попада в състава на ФРГ за Евро 1980, където немците печелят титлата. Матеус влиза в игра като резерва при победата с 3:2 над Холандия, но се включва много неуспешно. При 3:0 за немците той предизвиква дузпа. Резултатът е намален, „лалетата“ бележат и втори гол и в крайна сметка ФРГ едва успява да измъкне победата. Халфът повече не влиза в игра на турнира.
Все пак 2 години по-късно Матеус дебютира и на световно първенство при победата с 4:1 над Чили. През 1984 г. той се мести в Байерн Мюнхен. При това за предстоящия трансфер се разчува далеч преди края на сезона. По ирония на съдбата двата тима се срещат във финала за Купата на Германия. Резултатът е 1:1 и се налага изпълнение на дузпи. Матеус пропуска решаващия удар за Борусия. Никой не се осмелява да го обвини в опит да се хареса на новите си работодатели, но историята оставя неприятен привкус.
През 1986 г. в Мексико Матеус вече е твърд титуляр в националния отбор. ФРГ стига до финала, но губи с 2:3 от Аржентина на Диего Марадона. Именно на Матеус е поверена задачата да пази гениалния аржентинец. Като цяло германецът се справя, но в 85-ата минута Диего хвърля прецизен пас към Буручага, който бележи победния гол.
До световното първенство в Италия през 1990 Матеус вече се е преместил в Интер, с който става шампион през 1989. Повечето си мачове на шампионата на планетата ФРГ играе на стадион „Сан Сиро“ в Милано и Матеус, както и съотборниците му в Интер Андреас Бреме и Юрген Клинсман, се представя отлично. Германците изригват още в първия си мач на първенството. Югославия е отнесена с 4:1, а Матеус отбелязва два гола. Същата година той печели „Златната топка“. С помощта на халфа Интер печели Купата на УЕФА, но през 1992 г. се разделя с него. Матеус получава тежка травма и се завръща в Байерн Мюнхен. Впоследствие обаче шефовете на миланския клуб остават крайно изненадани от бързото възстановяване на халфа.
На световното първенство в САЩ Матеус вече играе като централен защитник, но Германия отпада изненадващо от България. Той записва пето участие на шампионат на планетата 4 години по-късно и установява рекорда си за най-много срещи на световни финали. Матеус е повикан от селекционера Берти Фогтс за заместник на контузения Матиас Замер след продължително отсъствие от бундестима, но не успява да предотврати провала 0:3 срещу Хърватия на 1/4 финалите.
През 1999 е капитан на Байерн във финала на Шампионската лига, загубен с 2 – 1 от Манчестър Юнайтед. През 2000 отива да играе в американския Метростарс, където завършва кариерата си.

## Като треньор
След прекратяване на активната си спортна кариера Матеус се отдава на треньорската професия. Първият отбор, който поема е СК Рапид Виена (6 септември, 2001- 10 май, 2002). Следват Партизан Белград (22 декември, 2002 – 13 декември, 2003) и Атлетико Паранаензе (1 февруари, 2006). Матеус води и националния отбор по футбол на Унгария от 1 януари, 2004 до 31 декември, 2005.
От 21 септември 2010 г. е назначен за национален селекционер на България. Дебютът му е изненадващо добър – след като една година националния отбор по футбол не е имал победа, под ръководството на Матеус националите записват 2 победи. 0:1 срещу Уелс в квалификациите за Евро 2012 и 0:2 в приятелски мач срещу Саудитска Арабия. На 19 септември 2011 година Матеус е освободен от поста. Кариерата на Матеус в България завършва неприятно, оставяйки горчиви спомени у германеца.